# Consiglio rivoluzionario birmano
Il Consiglio rivoluzionario birmano (ပြည်ထောင်စု တော်လှန်ရေး ကောင်စီ အဖွဲ့, abbreviato come URC, dall'inglese Union Revolutionary Council) era l'organo governativo supremo della Birmania (oggi Myanmar), la cui durata va dal 2 marzo 1962, in seguito alla caduta del governo civile di U Nu, al 3 marzo 1974, con la promulgazione della Costituzione della Birmania del 1974 e trasferimento del potere all'Assemblea del Popolo (Pyithu Hluttaw), la nuova legislatura unicamerale del paese.
Le idee alla base del Consiglio rivoluzionario erano racchiuse nella cosiddetta via birmana verso il socialismo, che aspirava a convertire la Birmania in uno stato socialista democratico autosufficiente. Il 4 luglio 1962, l'URC fondò il Partito del Programma Socialista della Birmania (PPSB o anche BSPP, dall'inglese Burma Socialist Programme Party), l'unico partito politico legale del paese che Donald M. Seekins afferma fosse modellato secondo le linee guida del partito rivoluzionario marxista-leninista. Dal 1962 al 1971, il PPSB passò dall'essere un partito di alti ufficiali (composto da membri di élite del Consiglio rivoluzionario) a un partito di massa. Nel primo congresso, il partito constava di 334 226 iscritti, mentre nel 1981 il PPSB era arrivato a 1 500 000 iscritti.

## Guida
Il Consiglio rivoluzionario birmano era guidato da Ne Win, suo presidente, e da 16 ufficiali anziani.
I membri fondatori del Primo Consiglio rivoluzionario, tutti ufficiali militari, erano:
1. Generale Ne Win BC-3502 (Presidente dello staff generale)
2. Brigadiere generale Aung Gyi BC-5458 (Vicepresidente dello staff generale) (forze armate)
3. Commodoro Than Pe (died 1962) (Vicepresidente dello staff generale (marina)
4. Brigadiere General Thomas 'Tommy' Cliff (Vice-Chief of General Staff) (aeronautica) (dimessosi nel 1964)
5. Brigadiere General Tin Pe (dimessosi nel 1970) BC-3508 (Quartiermastro generale)
6. Colonnello Than Sein BC-3574 (Colonnello dello staff generale)
7. Colonnello Kyaw Soe (andato in pensione nel 1974) BC-3526 (Vicequartiermastro generale)
8. Colonnello Chit Myaing (dismissed 1964) BC-3520 (Vicequartiermastro generale)
9. Colonnello Khin Nyo (dismissed 1965) BC-3537 (Direttore generale del direttorato dell'addestramento militare)
10. Colonnello Hla Han (Direttore generale del direttorato dei servizi medici)
11. Brigadiere Generale San Yu BC-3569 (Comandante del Comando militare del nord)
12. Brigadiere Generale Sein Win BC-3525 (Comandante del Comando militare centrale)
13. Colonnello Thaung Kyi BC-3523 (Comandante del Comando militare del sud-est)
14. Colonnello Kyi Maung (sacked 1963) BC-3516 (Comandante del Comando militare del sud-ovest)
15. Colonnello Maung Shwe (resigned 1972) BC-3575 (Comandante del Comando militare dell'est)
16. Colonnello Saw Myint (sacked 1964) BC-3518 (Amministratore delle regioni di confine)
17. Colonnello Tan Yu Sai (resigned 1968) BC-5090 (Vicecommissario generale della polizia popolare)